# Łukasz Fabiański
Łukasz Marek Fabiański (Kostrzyn nad Odra, 18. travnja 1985.) poljski je nogometni vratar.
Trenutačno je vratar engleskog West Hama, u čije je redove stigao u srpnju 2018. iz Swansea Cityja. Na SP-u 2006. i EP-u 2008. bio je pričuvni vratar poljske reprezentacije.
Poljski nogometni izbornik objavio je u svibnju 2016. popis za nastup na Europskom prvenstvu u Francuskoj, na kojem je se nalazio Fabiański.

## Vanjske poveznice
- Profi, Soccerway
- Profil, Transfermarkt